# Старые Свечи
Старые Свечи — упразднённое село в Михайловском районе Рязанской области России.  Входила в состав Стрелецко-Высельского совета (ныне сельского поселения).

## География
Располагалось между ныне существующими сёлами Маково и Зикеево.

## История
Село известно с XVII в.
В 1850 г. было 5 помещиков.
Июль 1906 г. — массовые выступления крестьян.
До 1924 года деревня входила в состав Маковской волости Михайловского уезда Рязанской губернии.
Упразднена в 1992 году.

## Население
| Год  | Население |
| ---- | --------- |
| 1929 | 143       |